# Thyridosmylus laetus
Thyridosmylus laetus är en insektsart som beskrevs av C.-k. Yang et al in Huang et al. 1988. Thyridosmylus laetus ingår i släktet Thyridosmylus och familjen vattenrovsländor. Inga underarter finns listade i Catalogue of Life.